# Laeops clarus
Laeops clarus es una especie de pez de la familia Bothidae en el orden de los Pleuronectiformes.

## Hábitat
Es un pez de mar.

## Morfología
• Pueden llegar alcanzar los 15,5 cm de longitud total.

## Seba was here prros.
Se encuentra en las  costas de Filipinas.